# Glinice-Domaniewo (gromada)
Glinice-Domaniewo – dawna gromada, czyli najmniejsza jednostka podziału terytorialnego Polskiej Rzeczypospolitej Ludowej w latach 1954–1972.
Gromady, z gromadzkimi radami narodowymi (GRN) jako organami władzy najniższego stopnia na wsi, funkcjonowały od reformy reorganizującej administrację wiejską przeprowadzonej jesienią 1954 do momentu ich zniesienia z dniem 1 stycznia 1973, tym samym wypierając organizację gminną w latach 1954–1972.
Gromadę Glinice-Domaniewo z siedzibą GRN w Glinicach-Domaniewie utworzono – jako jedną z 8759 gromad na obszarze Polski – w powiecie pułtuskim w woj. warszawskim, na mocy uchwały nr VI/10/17/54 WRN w Warszawie z dnia 5 października 1954. W skład jednostki weszły obszary dotychczasowych gromad Glinice-Domaniewo, Glinice Wielkie, Górki Duże, Kamionna, Mieszki-Leśniki(), Mieszki-Kuligi, Poniaty Wielkie, Poniaty-Cibory, Pawłowo, Skoroszki i Skorosze ze zniesionej gminy Winnica w tymże powiecie. Dla gromady ustalono 11 członków gromadzkiej rady narodowej.
31 grudnia 1959 z gromady Glinice-Domaniewo wyłączono wsie Kamionna, Poniaty Wielkie i Poniaty-Cibory, włączając je do nowo utworzonej gromady Krzyczki w tymże powiecie, po czym gromadę Glinice-Domaniewo zniesiono a jej (pozostały) obszar włączono do gromady Winnica tamże.